# كينير
كينير (لويزيانا) (بالإنجليزية: Kenner, Louisiana)‏ هي مدينة تقع في الولايات المتحدة في لويزيانا.  يقدر عدد سكانها بـ 66,702 نسمة .

## التركيبة السكانية
حدّد مكتب تعداد الولايات المتحدة بيانات التركيبة السكانية لكينير في تعداد الولايات المتحدة. في ما يلي، التركيبة السكانية حسب تعدادي 2000 و2010.

### تعداد عام 2000
بلغ عدد سكان كينير 70,517 نسمة بحسب تعداد عام 2000، وبلغ عدد الأسر 25,652 أسرة وعدد العائلات 18,467 عائلة مقيمة في المدينة. في حين سجلت الكثافة السكانية 1,801.7 نسمة لكل كيلومتر مربع (4,666.4/ميل2). وبلغ عدد الوحدات السكنية 27,378 وحدة بمتوسط كثافة قدره 699.5 لكل كيلومتر مربع (1,811.7/ميل2).
وتوزع التركيب العرقي للمدينة بنسبة 68.12% من البيض و22.55% من الأمريكيين الأفارقة و0.40% من الأمريكيين الأصليين و2.84% من الأمريكيين ذوي الأصول الآسيوية و0.06% من سكان جزر المحيط الهادئ و3.80% من الأعراق الأخرى و2.24% من عرقين مختلطين أو أكثر و13.62% من الهسبانيون أو اللاتينيون من أي عرق.
بلغ عدد الأسر 25,652 أسرة كانت نسبة 41% منها لديها أطفال تحت سن الثامنة عشر تعيش معهم، وبلغت نسبة الأزواج القاطنين مع بعضهم البعض 50.9% من أصل المجموع الكلي للأسر، ونسبة 16.3% من الأسر كان لديها معيلات من الإناث دون وجود شريك،  بينما كانت نسبة 4.8% من الأسر لديها معيلون من الذكور دون وجود شريكة وكانت نسبة 28% من غير العائلات. تألفت نسبة 23.2% من أصل جميع الأسر من عدة أفراد يعيشون في نفس المنزل ونسبة 6.1% كانت تتألف من شخص يعيش بمفرده يبلغ من العمر 65 عاماً أو أكثر. وبلغ متوسط حجم الأسرة المعيشية 2.72، أما متوسط حجم العائلات فبلغ 3.23.
بلغ العمر الوسطي للسكان 34.5 عاماً. وكانت نسبة 27.2% من القاطنين تحت سن الثامنة عشر، وكانت نسبة 9.3% بين الثامنة عشر والرابعة والعشرين عاماً، ونسبة 30.4% كانت واقعةً في الفئة العمرية ما بين الخامسة والعشرين والرابعة والأربعين عاماً، ونسبة 23.7% كانت ما بين الخامسة والأربعين والرابعة والستين، ونسبة 8.4% كانت ضمن فئة الخامسة والستين عاماً فما فوق. يوجد لكل 100 أنثى 92.9 ذكر، ويوجد لكل 100 أنثى في الثامنة عشر من عمرها فما فوق 88.9 ذكر.
بلغ متوسط دخل الأسرة في المدينة 28,733 دولارًا، أما متوسط دخل العائلة فبلغ 30,415 دولارًا. وكان متوسط دخل الذكور 27,787 دولارًا مقابل 17,875 دولارًا للإناث. وسجل دخل الفرد الخاص بالمدينة 12,301 دولارًا. وكانت نسبة 20.9% من العائلات ونسبة 24% من السكان تحت خط الفقر، وكان من هؤلاء نسبة 34.1% تحت سن الثامنة عشر ونسبة 15.8% في الخامسة والستين من العمر وما فوق.

### تعداد عام 2010
بلغ عدد سكان كينير 66,702 نسمة بحسب تعداد عام 2010، وبلغ عدد الأسر 24,844 أسرة وعدد العائلات 17,017 عائلة مقيمة في المدينة. في حين سجلت الكثافة السكانية 1,704.2 نسمة لكل كيلومتر مربع (4,413.9/ميل2). وبلغ عدد الوحدات السكنية 28,076 وحدة بمتوسط كثافة قدره 717.3 لكل كيلومتر مربع (1,857.8/ميل2).
وتوزع التركيب العرقي للمدينة بنسبة 61.62% من البيض و23.98% من الأمريكيين الأفارقة و0.37% من الأمريكيين الأصليين و3.69% من الأمريكيين ذوي الأصول الآسيوية و0.04% من سكان جزر المحيط الهادئ و7.72% من الأعراق الأخرى و2.59% من عرقين مختلطين أو أكثر و22.37% من الهسبانيون أو اللاتينيون من أي عرق.
بلغ عدد الأسر 24,844 أسرة كانت نسبة 34.3% منها لديها أطفال تحت سن الثامنة عشر تعيش معهم، وبلغت نسبة الأزواج القاطنين مع بعضهم البعض 44.8% من أصل المجموع الكلي للأسر، ونسبة 17.2% من الأسر كان لديها معيلات من الإناث دون وجود شريك،  بينما كانت نسبة 6.5% من الأسر لديها معيلون من الذكور دون وجود شريكة وكانت نسبة 31.5% من غير العائلات. تألفت نسبة 25.6% من أصل جميع الأسر من عدة أفراد يعيشون في نفس المنزل ونسبة 8.6% كانت تتألف من شخص يعيش بمفرده يبلغ من العمر 65 عاماً أو أكثر. وبلغ متوسط حجم الأسرة المعيشية 2.67، أما متوسط حجم العائلات فبلغ 3.18.
بلغ العمر الوسطي للسكان 37.4 عاماً. وكانت نسبة 23% من القاطنين تحت سن الثامنة عشر، وكانت نسبة 9.6% بين الثامنة عشر والرابعة والعشرين عاماً، ونسبة 26.7% كانت واقعةً في الفئة العمرية ما بين الخامسة والعشرين والرابعة والأربعين عاماً، ونسبة 28.2% كانت ما بين الخامسة والأربعين والرابعة والستين، ونسبة 12.5% كانت ضمن فئة الخامسة والستين عاماً فما فوق. وتوزع التركيب الجنسي للسكان بنسبة 48.8% ذكور و51.2% إناث.

## أعلام
- لويد برايس
- جون باتيست
- هنري غراي
- كريس هوارد
- شان فوستر